# Children of The Great Extinction
| Children of The Great Extinction album in studio  | Children of The Great Extinction album in studio |
| ------------------------------------------------- | ------------------------------------------------ |
| Artista                                           | Becoming the Archetype                           |
| Pubblicazione                                     | 2022                                             |
| Durata                                            | 49:14                                            |
| Dischi                                            | 1                                                |
| Tracce                                            | 10                                               |
| Genere                                            | Christian metal Metalcore Christian metalcore    |
| Etichetta                                         | Solid State Records                              |
| Produttore                                        | Zach Hodges                                      |
| Registrazione                                     | Compound Recordings, Magnolia, Texas (2022)      |
| Becoming the Archetype - cronologia               |                                                  |
| Album precedente I Am (2012) Album successivo --- |                                                  |

Children of The Great Extinction è il sesto album della band christian metal/metalcore Becoming the Archetype.